# Rada pro vnitřní bezpečnost
Rada pro vnitřní bezpečnost (The Homeland Security Council – HSC) je poradním orgánem prezidenta Spojených států amerických pro oblast vnitřní bezpečnosti.

## Historie
Rada pro vnitřní bezpečnost byla vytvořena nařízením prezidenta Spojených států amerických č. 13228, kterou následně prezident rozvedl národní bezpečností směrnici č. 1. Tato Rada je nástupce Úřadu vnitřní bezpečnosti, který byl založen neprodleně po teroristických útocích z 11. září 2001, dne 20. září 2001. Kongres Spojených států amerických pak dále přijal zákon o vnitřní bezpečnosti, na jehož základně vzniklo Ministerstvo vnitřní bezpečnosti Spojených států amerických.

## Poslání
Rada pro vnitřní bezpečnost odpovídá za posuzování cílů a jiných rizik pro Spojené státy a předkládá prezidentovi doporučení v oblasti vnitřní bezpečnostní politiky.

## Složení
| Složení Rady pro vnitřní bezpečnost | Složení Rady pro vnitřní bezpečnost |
| ----------------------------------- | --- |
| Předseda                            | Donald Trump (prezident) |
| Stálí členové                       | Mike Pence (viceprezident) Mike Pompeo (ministr zahraničních věcí) Steven Mnuchin (ministr financí) Mark Esper (ministr obrany) William Barr (ministr spravedlnosti) Dan Brouillette (ministr energetiky) Chad Wolf (ministr vnitřní bezpečnosti) Robert O’Brien (poradce pro národní bezpečnost) Julia Nesheiwat (poradkyně pro vnitřní bezpečnost) Kelly Craftová (velvyslankyně při OSN) |
| Statutární vojenský poradce         | generál Mark A. Milley (předseda sboru náčelníku štábu) |
| Statutární zpravodajský poradce     | John Ratcliffe (ředitel národního zpravodajství) |
| Další členové                       | Mark Meadows (vedoucí kanceláře Bílého domu) neobsazeno (hlavní stratég Bílého domu) Pat Cipollone (poradce Bílého domu) Russell Vought (ředitel úřadu pro řízení a rozpočet) |